# Familia Coppola
Los Coppola son una familia estadounidense de origen italiano, de la cual múltiples miembros son famosos en el mundo del cine y la música.
- Agostino Coppola
+ Marie Zasa
  - Carmine Valentino Coppola (11/06/1910 en Nueva York – 26/04/1991 en Los Angeles), letrista, compositor
+ Italia Pennino (12/12/1912 en Nueva York – 21/01/2004 en Los Angeles)
    - August Floyd Coppola (16/02/1934 en Hartford – 26/10/2009 en Los Angeles), educador, autor, director de cine
+ (1) (1960-1976) Joy A. Vogelsang, bailarina
+ (2) (16/04/1981-1986) Marie Thenevin
+ (3) (1996) Martine Chevallier
      - (hijo de 1) Marc Coppola (1958), actor, disc jockey
+ Elizabeth Steon Brindak
        - Natasha Shalom Coppola
        - Cayley Coppola (2003)

      - (hijo de 1) Christopher R. Coppola (25/01/1962 en Los Angeles), director, productor, guionista, actor
+ Adrienne Stout
        - Bailey Coppola (1997)
        - Dexter Coppola (2009)

      - (hijo de 1) Nicolas Kim Coppola, profesionalmente « Nicolas Cage » (07/01/1964 en Long Beach), actor, director, productor
+ (1) (relación) Christina Fulton (26/06/1967 en Boise), actriz
+ (2) (abril 1995-18/05/2001) Patricia Tiffany Arquette (08/04/1968 en Chicago), actriz, guionista, productora, emprendedora, directora
+ (3) (12/08/2002-16/05/2004) Lisa Marie Presley (01/02/1968 en Memphis), cantante
+ (4) (30/07/2004 – junio 2016) Alice Kim (1984), camarera
        - (hija de 1) Weston Coppola (1990), cantante
+ Danielle ??????
          - Lucian Augustus Coppola (01/07/2014)

        - (hijo de 4) Kal-el Coppola (03/10/2005)

    - Francis Ford Coppola (07/04/1939 en Detroit), guionista, productora, guionista
+ (03/02/1963) Eleanor Jessie Neil (04/05/1936 en Los Angeles - 12/04/2024 en Rutherford), guionista de documentales, artista, escritora
      - Gian-Carlo Coppola (17/09/1963 en Los Angeles – 26/05/1986 en Annapolis), productor, actor
+ Jacqui de La Fontaine
        - « Gia » Gian-Carla Coppola (01/01/1987 en Los Angeles), directora, guionista, actriz

      - Roman François Coppola (22/04/1965 en Neuilly-sur-Seine), actor, director, productor, guionista
      - Sofia Carmina Coppola (14/05/1971 en Nueva York), actriz, guionista, realizador, productora
+ (1) (26/06/1999-09/12/2003) Adam Spiegel, profesionalmente « Spike Jonze » (22/10/1969 en Rockville), director, guionista, productor, fotógrafo, músico, actor
+ (2) (27/08/2011) Thomas Pablo Croquet, profesionalmente « Thomas Mars » (21/11/1976 en Versailles), cantante del grupo Phoenix
        - (hija de 2) Romy Croquet (28/11/2006)
        - (hija de 2) Cosima Croquet (mayo de 2010)

    - Talia Rose Coppola, profesionalmente « Talia Shire » (25/04/1946 en Lake Success), actriz, productora, directora
+ (1) (29/03/1970-1978) David Lee Shire (03/07/1937 en Buffalo), compositora
+ (2) (23/08/1980) « Jack » Jacob Schwartzman (22/07/1932 en Nueva York – 15/06/1994 en Los Angeles), productor
      - (hijo de 1) Matthew Orlando Shire (1975)
      - (hijo de 2) Jason Francesco Schwartzman (26/06/1980 en Los Angeles), actor, músico, cantante del grupo Coconut Records, batería del grupo Phantom Planet
+ (11/07/2009) Brady Cunningham, directora artística
        - Marlowe Rivers Schwartzman (diciembre de 2010)
        - Una Schwartzman (junio de 2014)

      - (hijo de 2) Robert Coppola Schwartzman, profesionalmente « Robert Carmine » (24/12/1982 en Los Angeles), músico, cantante del grupo Rooney, actor, director de cine
+ (09/09/2017) Zoey Grossman

  - « Anton » Antonio Francesco Coppola (21/03/1917 en Brooklyn – 09/03/2020 en Nueva York), jefe de orquestra, compositor
+ (1) (1943-????) Marion Jane Miller (1919-2008), bailarina de ballet
+ (2) (1950) Almerinda Drago, bailarina de ballet
    - (hija de 1) Susan Marion Coppola (1943-2008)
    - (hija de 2) Lucia Coppola
    - (hijo de 2) Bruno Coppola

## Galería

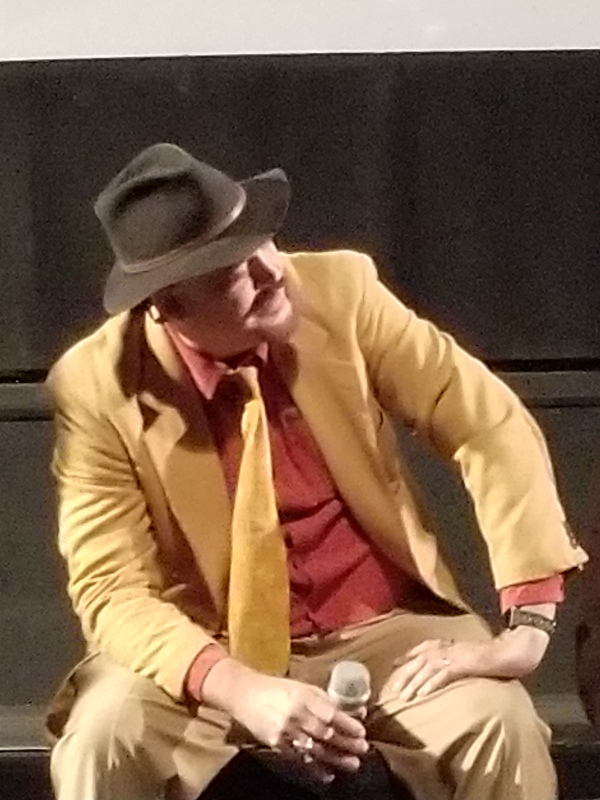
Christopher Coppola (1962)
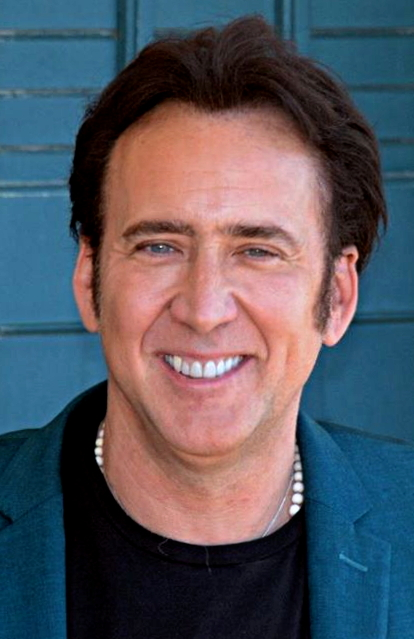
Nicolas Cage (1964)
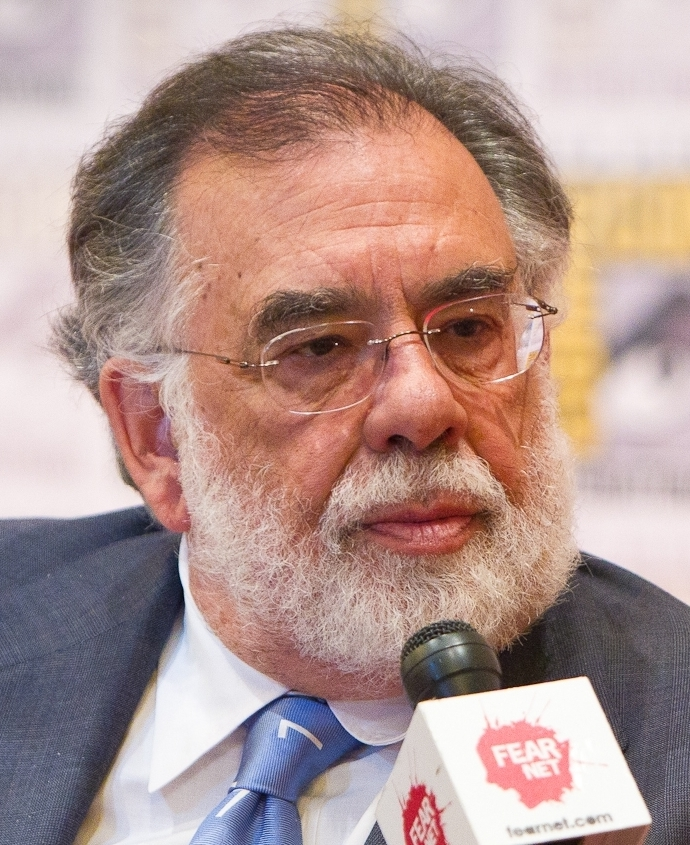
Francis Ford Coppola (1939)
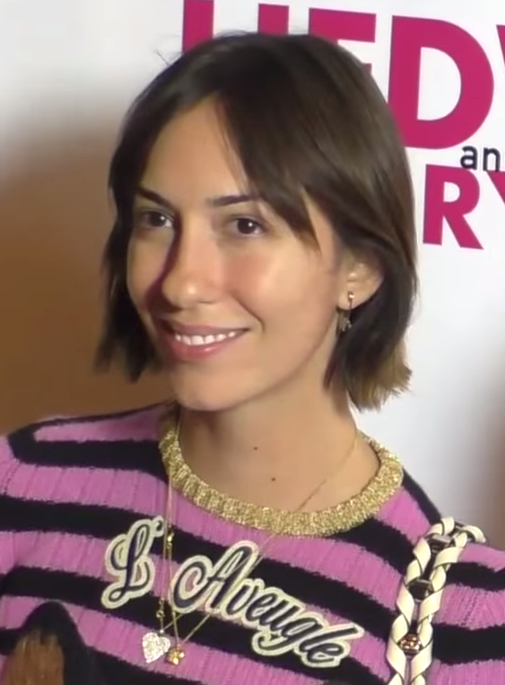
Gia Coppola (1987)
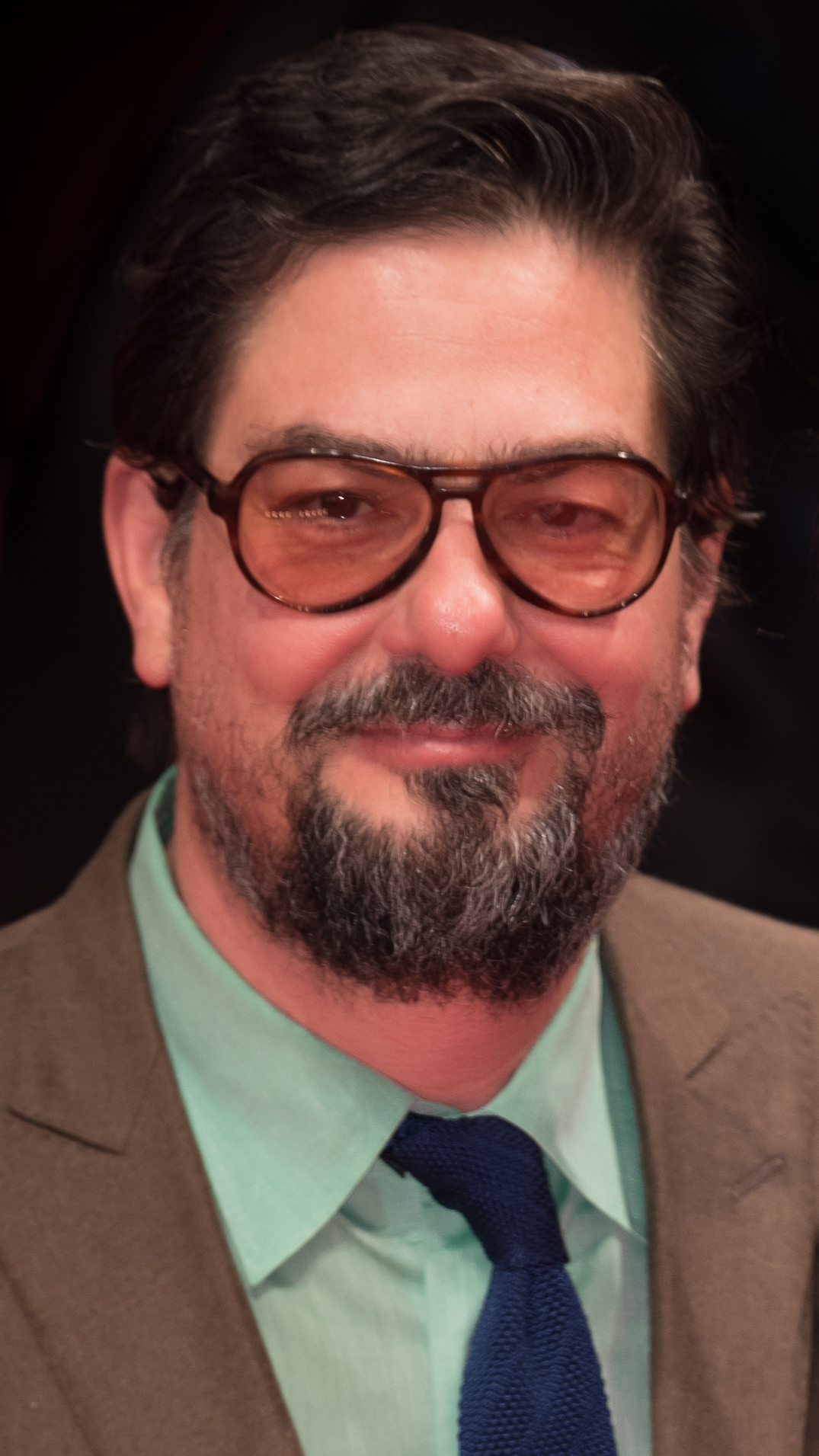
Roman Coppola (1965)

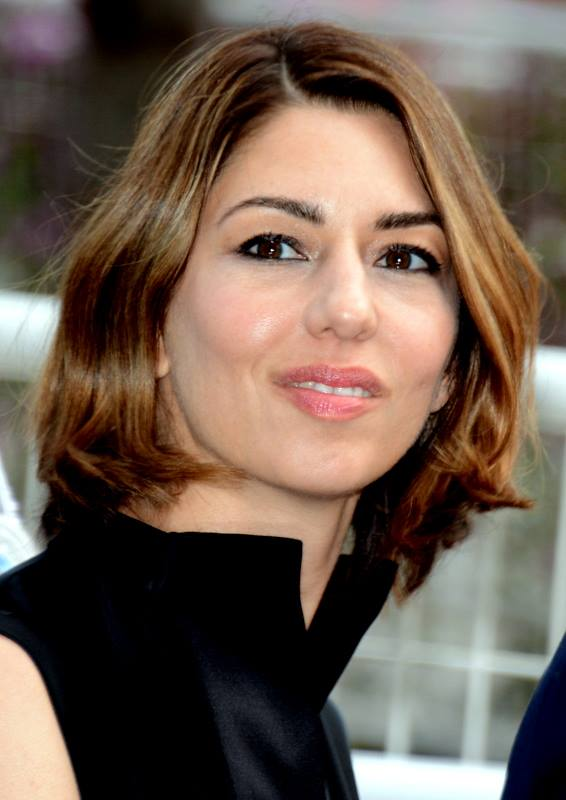
Sofía Coppola (1971)
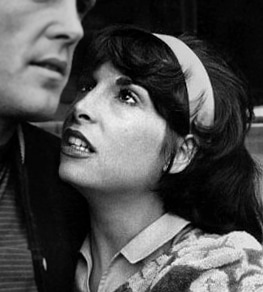
Talia Shire (1946)
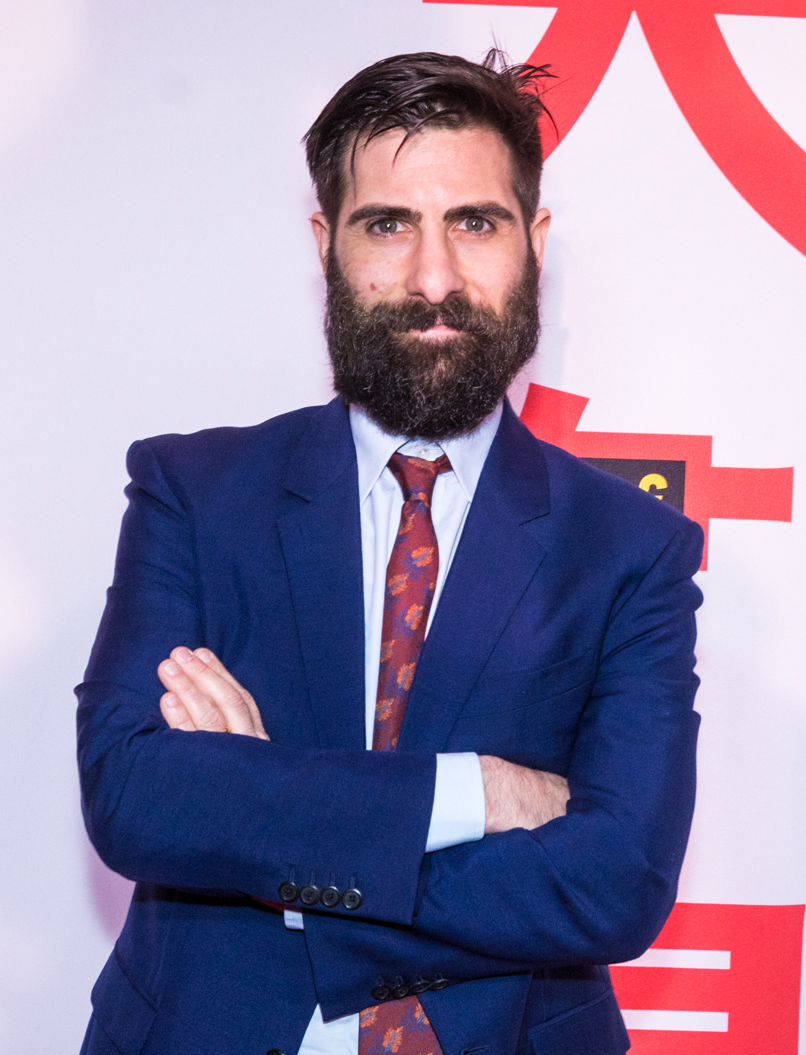
Jason Schwartzman (1980)
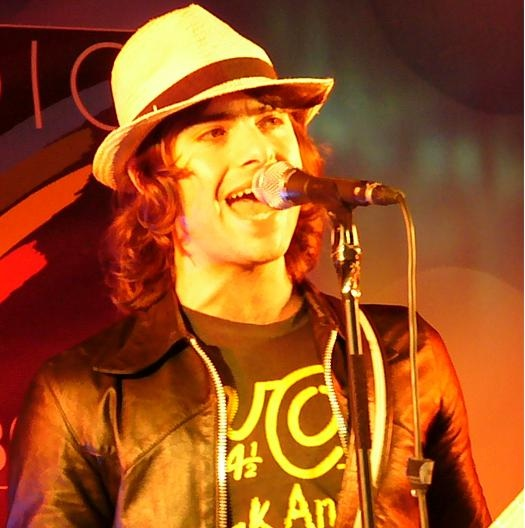
Roberto Carmín (1982)
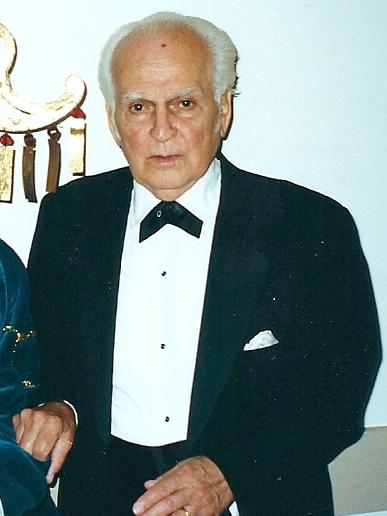
Anton Coppola (1917-2020)